# Pallacanestro Olimpia Milano 1972-1973
Questa voce raccoglie le informazioni riguardanti la Pallacanestro Olimpia Milano, sponsorizzata Simmenthal nelle competizioni ufficiali della stagione 1972-1973.

## Verdetti stagionali
- Serie A 1972-1973:

1ª classificata su 14 squadre (24 partite vinte su 26) a pari punti con Ignis Varese
Spareggio: sconfitta 70 a 74 dalla Ignis Varese
- Coppa Italia 1973: Eliminata nel girone di quarti di finale
- Coppa dei Campioni: Semifinalista

## Stagione
L'Olimpia, sponsorizzata Simmenthal e guidata da Cesare Rubini, termina il campionato a pari punti con la Ignis Varese; si rende così necessario uno spareggio che si tiene a Roma il 25 aprile 1973 e che vede i milanesi soccombere per 70 a 74.

## Roster
- Giorgio Giomo
- Giulio Iellini
- Renzo Bariviera
- Art Kenney
- Massimo Masini [3]
- Paolo Bianchi
- Giuseppe Brumatti
- Mauro Cerioni
- Renzo Vecchiato
- Sergio Borlenghi

## Staff tecnico
Allenatore: Cesare Rubini

Vice-allenatore: Sandro Gamba